# Karin Wanngård
Karin Björnsdotter Wanngård (ur. 29 czerwca 1975 w Ekerö) – szwedzka polityk i samorządowiec, działaczka Szwedzkiej Socjaldemokratycznej Partii Robotniczej, w latach 2014–2018 i od 2022 burmistrz Sztokholmu.

## Życiorys
W 1994 została absolwentką szkoły średniej o profilu ekonomicznym. W latach 2002–2004 kształciła się w zakresie zarządzania personelem na Uniwersytecie w Sztokholmie, nie kończąc tych studiów. Od 1994 była zatrudniona w związkach zawodowych pracowników branży transportowej i następnie branży poligraficznej. Od 2000 pracowała w dziale płac szpitala w gminie Danderyd, następnie w latach 2007–2011 kierowała działem płac w oddziale Hewlett-Packard.
Zaangażowała się w działalność polityczną w ramach Szwedzkiej Socjaldemokratycznej Partii Robotniczej. Od 1994 wybierana na radną miejską w Sztokholmie. W latach 2011–2014 wchodziła w skład zarządu miasta jako przedstawicielka opozycji. W 2014, po zwycięstwie ugrupowań centrolewicowych w wyborach lokalnych, została powołana na urząd burmistrza Sztokholmu. W 2018 na tej funkcji zastąpiła ją Anna König Jerlmyr, pozostała we władzach miejskich ponownie jako reprezentantka opozycji. Po kolejnych wyborach lokalnych w 2022 powróciła na urząd burmistrza szwedzkiej stolicy.